# Carl Oesterley
Carl Wilhelm Friedrich Oesterley,  född den 22 juni 1805 i Göttingen, död den 29 mars 1891, var en tysk målare, far till Carl Oesterley den yngre.
Oesterley var filosofie doktor och 1831–1863 professor i konsthistoria i sin födelsestad. Han hade studerat måleri i Dresden, Italien, München och Düsseldorf och bosatte sig 1863 i Hannover. Bland hans målningar märks Götz von Berlichingen i fängelset (1826), Kristi himmelsfärd (slottskyrkan i Hannover), Beatrice och Dante (1845), Lenore (1874) och Memling på hospitalet i Brygge (1865). Han var också porträttmålare och etsare. I förening med Karl Otfried Müller utgav han 1832 ff. Denkmäler der alten Kunst.